# Selenidium polydorae
Selenidium polydorae is een soort in de taxonomische indeling van de Myzozoa, een stam van microscopische parasitaire dieren. Het organisme komt uit het geslacht Selenidium en behoort tot de familie Selenidiidae. Selenidium polydorae werd in 1946 ontdekt door Ganapati.